# Blodplet
Blodplet (Tyria jacobaeae) er en sommerfugl. Dens værtsplante er engbrandbæger. Den flyver fra april til ind i juli. Larverne ses fra juli til september. I efteråret forpupper de sig og overvintrer i jorden som puppe.